# Afterlifecycle
Afterlifecycle is het officiële debuutalbum van de Britse muziekgroep Parallel or 90 Degrees. Hun vorige albums waren cd-r's en The Corner of My Room werd pas uitgebracht na dit album. Afterlifecycle bracht ook een uitbreiding van de band, want de twee oorspronkelijke leden wilden ook optreden. Het album is opgenomen begin 1997 in Leeds, thuishonk van de band. Het album heeft twee bonustracks in de compositie Flower King Of Flies van opnieuw The Nice en de track The Third Person, van hun eigenlijke debuut. Het album is al langere tijd niet officieel verkrijgbaar.

## Musici
- Sam Baine – keyboards , gitaar, zang
- Andy Tillison – keyboards, gitaar, elektronisch slagwerk, zang
- Graham Young – gitaar
- Jonathan Bennett – basgitaar
- Lee Duncan – slagwerk

## Composities
- Afterlifecycle
- Ithinkthereforenothing
- Run in Rings
- Coming Up Roses
- Afterlifecycle Conclusion
- Flower King of Flies
- The Third Person